# L.O.V.E. (escultura)
L.O.V.E. —acrónimo de libertad (en italiano: Libertà), odio (Odio), venganza (Vendetta) y eternidad (Eternità)—, conocida habitualmente como Il Dito («El dedo»), es una escultura del artista italiano Maurizio Cattelan. La obra, instalada en el centro de la Piazza degli Affari de Milán (Italia), está situada frente al Palazzo Mezzanotte, sede de la Bolsa de Milán. La escultura tiene una altura de 4,60 metros (que se convierten en 11 metros si se incluye la base sobre la que se erige) y fue realizada en mármol de Carrara.

## Historia
L.O.V.E. fue inaugurada el 24 de septiembre de 2010 por la entonces alcaldesa de Milán, Letizia Moratti. Inicialmente estaba previsto que la escultura, instalada en el marco de una exposición simultánea de Cattelan en el Palacio Real, permaneciera en la plaza durante solo una semana. Sin embargo, desde los primeros días se empezó a discutir sobre su posible instalación de forma permanente. El propio Cattelan lo planteó en una carta al entonces concejal de cultura de Milán, Massimiliano Finazzer Flory, en la que se ponía a su disposición para la donación de la obra a la ciudad, con la condición de que se respetara «el espíritu original de la obra», señalando que: «El proyecto ha sido realizado para la Piazza degli Affari y debe permanecer allí, esta es mi condición».
En los meses siguientes, pese a algunas protestas del mundo de las finanzas milanesas, la instalación de Il Dito fue prorrogada sucesivamente hasta que entre 2011 y 2012 el Ayuntamiento de Giuliano Pisapia, sucesor de Moratti en el Palacio Marino, decidió su exposición definitiva en el corazón de las finanzas italianas, gracias a la intervención del nuevo concejal de cultura, Stefano Boeri.

## Descripción

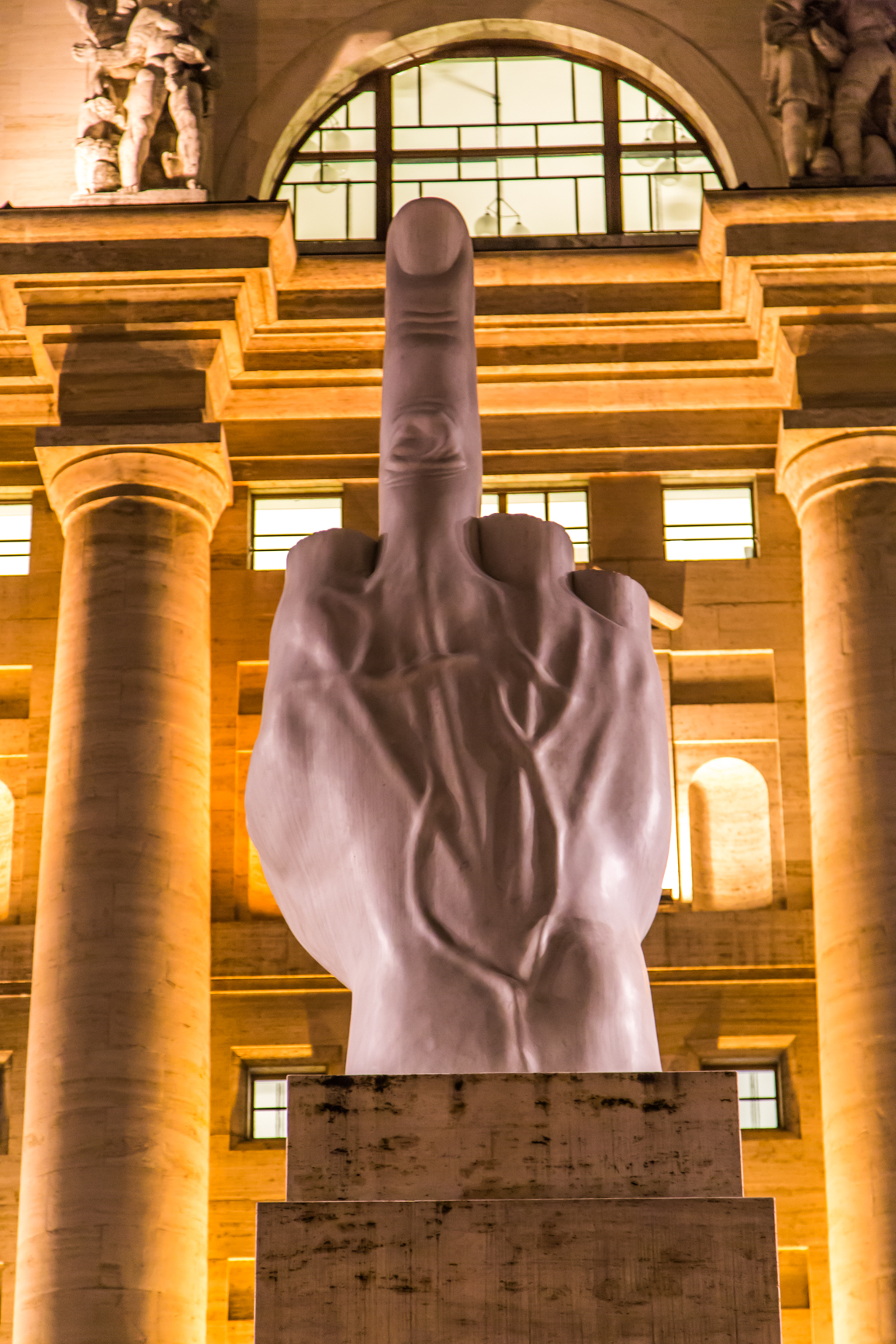
L.O.V.E. por la noche en 2014.

La obra muestra una mano con el dedo medio levantado, mientras los restantes dedos parecen cortados. Una de sus posibles interpretaciones es que representa un saludo romano, gesto irreconocible debido a la ausencia de casi todos los dedos, como si hubieran sido erosionados por el tiempo, excepto el mencionado dedo medio. El gesto obsceno que se crea así contrasta irónicamente con el estilo clásico y monumental de la obra y parece dirigirse bien a la arquitectura racionalista del Palazzo Mezzanotte, típica del ventenio fascista, o bien al mundo de las finanzas que este edificio representa. En este sentido, la escultura ha sido asociada con frecuencia a los temas de la Gran Recesión y a las protestas contra las altas finanzas, vinculación que Cattelan nunca ha avalado explícitamente.

## En la cultura popular
Tras su instalación, la obra se convirtió inmediatamente en uno de los símbolos del Milán contemporáneo. Como prueba de su valor intrínseco, ha sido elegida como escenario de algunas manifestaciones:
- El 23 de febrero de 2013, con ocasión de la semana de la moda, activistas de Greenpeace cubrieron la escultura con un guante verde para reclamar a la industria de la moda que prestara una mayor atención a los temas medioambientales.[8][9]
- El 19 de julio de 2019, la obra fue utilizada para la presentación italiana de la serie de televisión La casa de papel, para la cual se construyó a su lado una máscara que recuerda a Salvador Dalí, la misma que llevan los protagonistas de la serie.[10]
- El 15 de enero de 2023, activistas de Ultima Generazione, una asociación que lucha contra la inacción climática, recubrieron la base de la escultura con pintura amarilla lavable,[11] con la finalidad de denunciar la financiación de los combustibles fósiles por parte del Estado.